# 重构猜想
重构猜想(英语:Reconstruction Conjecture)，图论中的重構猜想，认为一个图能够由它的子图唯一决定。此猜想由PAUL J. KELLY和斯塔尼斯拉夫·乌拉姆共同提出。

## 正式陈述
给定图 {\displaystyle G=(V,E)}, 其 顶点子图（英文：vertex-deleted subgraph）是在{\displaystyle G}中删除了一个顶点得到的子图. 根据定义, 它是图 {\displaystyle G}的导出子图。
对于图{\displaystyle G}, 其deck, 记作{\displaystyle D(G)},是由{\displaystyle G}的所有顶点子图的同构类所组成的多重集。{\displaystyle D(G)}中的每一个图被叫做一张 card。两个拥有相同deck的图被称作彼此hypomorphic。
在给了以上的定义后，重构猜想可以表述为：
- 重构猜想: 任何两个顶点数大于等于3的彼此hypomorphic的图是同构的。

(这里要求两个图的顶点数大于等于3是必要的，因为顶点数为2的图本就有相同的deck）
Harary 提出了一个更强的假设:
- 顶点重构猜想Set Reconstruction Conjecture: 对任意两个顶点数大于等于4的图，若它们的顶点子图均相等，则它们是同构的。

给定图{\displaystyle G=(V,E)}, 其 边子图（英文：edge-deleted subgraph）是在{\displaystyle G}中删除了一条边得到的子图an edge-deleted subgraph of {\displaystyle G}
对于图{\displaystyle G}, 其edge-deck, 记作{\displaystyle ED(G)},是由{\displaystyle G}的所有边子图的同构类所组成的多重集。{\displaystyle D(G)}中的每一个图被叫做一张 edge-card。
- 边重构猜想 Edge Reconstruction Conjecture: (Harary, 1964)[4] 对对任意两个边的个数大于等于4的图，若它们的边子图均相等，则它们是同构的。

## 可识别的属性
在重构猜想中，一个图属性被称作
可识别的如果它可以被图的deck确定。以下的这些属性是可识别的：
- 图的阶数 – 图{\displaystyle G}的阶数, {\displaystyle |V(G)|}， 可以从{\displaystyle D(G)}中识别，因为 多重集{\displaystyle D(G)} 包含了每一个从 {\displaystyle G}中删除一个顶点的子图，因此{\displaystyle |V(G)|=|D(G)|} [5]

- 图的边数 – 阶数为{\displaystyle n}的图{\displaystyle G}的边的个数 , {\displaystyle |E(G)|}，是可识别的。首先要注意到，{\displaystyle G}中的每一条边会在{\displaystyle D(G)}中 {\displaystyle n-2} 个图中出现。其原因是：根据{\displaystyle D(G)}的定义，每次构造顶点子图时，当删掉的顶点并不是这条边的端点时，它就会在这个顶点子图中出现，因此它会出现{\displaystyle n-2}次。根据以上这个观察， {\displaystyle |E(G)|=\sum {\frac {q_{i}}{n-2}}}，其中{\displaystyle q_{i}}是{\displaystyle D(G)}中第i个图的边的个数。[5]

- 度序列 – 图 {\displaystyle G}的度序列是可识别的，因为每一个顶点的度都是可识别的。为了找到vertex {\displaystyle v_{i}}的度，我们研究删除这个顶点之后的图, {\displaystyle G_{i}}。它包含了所有不和{\displaystyle v_{i}}相接的边，故如果{\displaystyle q_{i}}是{\displaystyle G_{i}}中边的个数，则 {\displaystyle |E(G)|-q_{i}=\deg(v_{i})}。[5]

- 边连通性 –根据定义，图 {\displaystyle G}是{\displaystyle n}-边连通的如果删除任意一个顶点可以导出一个 {\displaystyle n-1}-边连通图；因此，如果每一个card都是一个{\displaystyle n-1}-边连通图，我们知道原图是{\displaystyle n}-边连通图。 我们也可以确定原图是否是连通的，因为这等价于任意两个{\displaystyle G_{i}}是连通的。[5]

- Tutte polynomial
- 图的特征多项式
- 平面性
- 图中生成树的种类
- 色多项式

## 验证情况
重构猜想和顶点重构猜想在图的阶数小于等于11的情况下均已被Brendan McKay验证。
Béla Bollobás提出，在概率意义下几乎所有的图都是可重构的。  ，这意味着随着图的阶数{\displaystyle n}趋于无穷，一个随机选择的阶数为{\displaystyle n}的图不能被重构的概率趋于0。事实上，可以证明不仅几乎所有的图重构的，而且重构它们并不需要整个deck，几乎所有的图都可以被deck中的3张card来决定。 

## 可重构的图
重构猜想已经在一些种类的图上被验证。
- 正则图[8] - 通过直接应用一些能够被deck识别的属性,可以证明正则图是可重构的。给定一个 {\displaystyle n}-正则图{\displaystyle G}以及它的deck {\displaystyle D(G)},我们可以通过识别每个顶点的度来识别图的正则性。我们观察 {\displaystyle D(G)}中的一个图, {\displaystyle G_{i}}。  它有一些度为{\displaystyle n}的顶点和{\displaystyle n}个度为{\displaystyle n-1}的顶点. 通过增加一个顶点，将其{\displaystyle n}个度为{\displaystyle n-1}的顶点相连，可以构造一个 {\displaystyle n}-正则图， 该图与图{\displaystyle G}同构。因此，所有的正则图都可以被它们的deck重构。一类特殊的正则图是完全图。[5]

- 树[8]
- 不连通图[8]
- Unit interval graph[9]
- Separable graphs without end vertices[10]
- 极大平面图
- Maximal outerplanar graph
- Outerplanar graph
- Critical blocks

## 猜想的规约
如果所有的2-conected图都是可重构的，则重构猜想正确。 

## 对偶性
顶点重构定理有一定的对偶性质，如果 {\displaystyle G}可重构，则其补 {\displaystyle G'}可以以如下方式被{\displaystyle D(G')}重构：从{\displaystyle D(G')}中取出所有的card，分别取补得到{\displaystyle D(G)}，用它来重构 {\displaystyle G}，再取补得到{\displaystyle G'}。
边重构定理并没有这样的对偶性质：事实上，对于某些类型的边-可重构图来说，我们并不知道它们的补能否被边重构。

## 其他结构
以下的一些图结构被证明在一般情况下都不能被重构：
- 有向图: 无数种不能被重构的有向图已经被发现：其中包括tournaments (Stockmeyer[12]) 和 non-tournaments (Stockmeyer[13])。 如果一个tournament不是强连接（strongly connected)，则是可重构的。[14] 一个针对有向图的弱版本的重构猜想可以详见new digraph reconstruction conjecture。
- 超图 (Kocay[15]).
- 无限图-令无限图T每个顶点的度都为无穷的树，令nT 为n 个T 的disjoint union 。 这些图相互hypomorphic，因此它们并不是可重构的。这些图的任以顶点子图都是同构的：它们都是无数个T的无交并。

## 更多资料
更多关于重构猜想的内容详见 Nash-Williams的综述